# Броненосец (броненосная лодка)
«Броненосец» — однобашенный броненосец береговой обороны II ранга типа «Ураган» Российского императорского флота, построен по «Мониторной кораблестроительной программе» 1863 года.
До 15 мая 1869 года был классифицирован как броненосная башенная лодка, после переклассифицирован как монитор, а в 1892 году как броненосец береговой обороны. С 1903 года перестроена в несамоходную угольную баржу — № 34, позже баржа № 51, а с 1914 года баржа № 324.

## Проект
Броненосная лодка построена по чертежам и технической документации, привезённых из Северо-Американских штатов. В их основе лежал проект башенного монитора типа Passaic конструктора Джона Эриксона. В России чертежи были доработаны в модельной мастерской Петербургского порта Корпуса инженер-механиков флота капитаном Н. А. Арцеуловым. По этим чертежам предусматривалось строительство целой серии однобашенных броненосных лодок для защиты Финского залива.

## Строительство и испытания
Для ускорения постройки и ввода в строй всех лодок серии, они были заложены как на казённых заводах, так и по подряду на частных верфях Санкт-Петербурга. Их постройка шла ускоренными темпами, в том числе и ночью, и всего за год (1864—1865) они все были построены. Руководили постройкой инженер Н. А. Арцеулов, а после его смерти — Н. Г. Коршиков, X. В. Прохоров и другие.

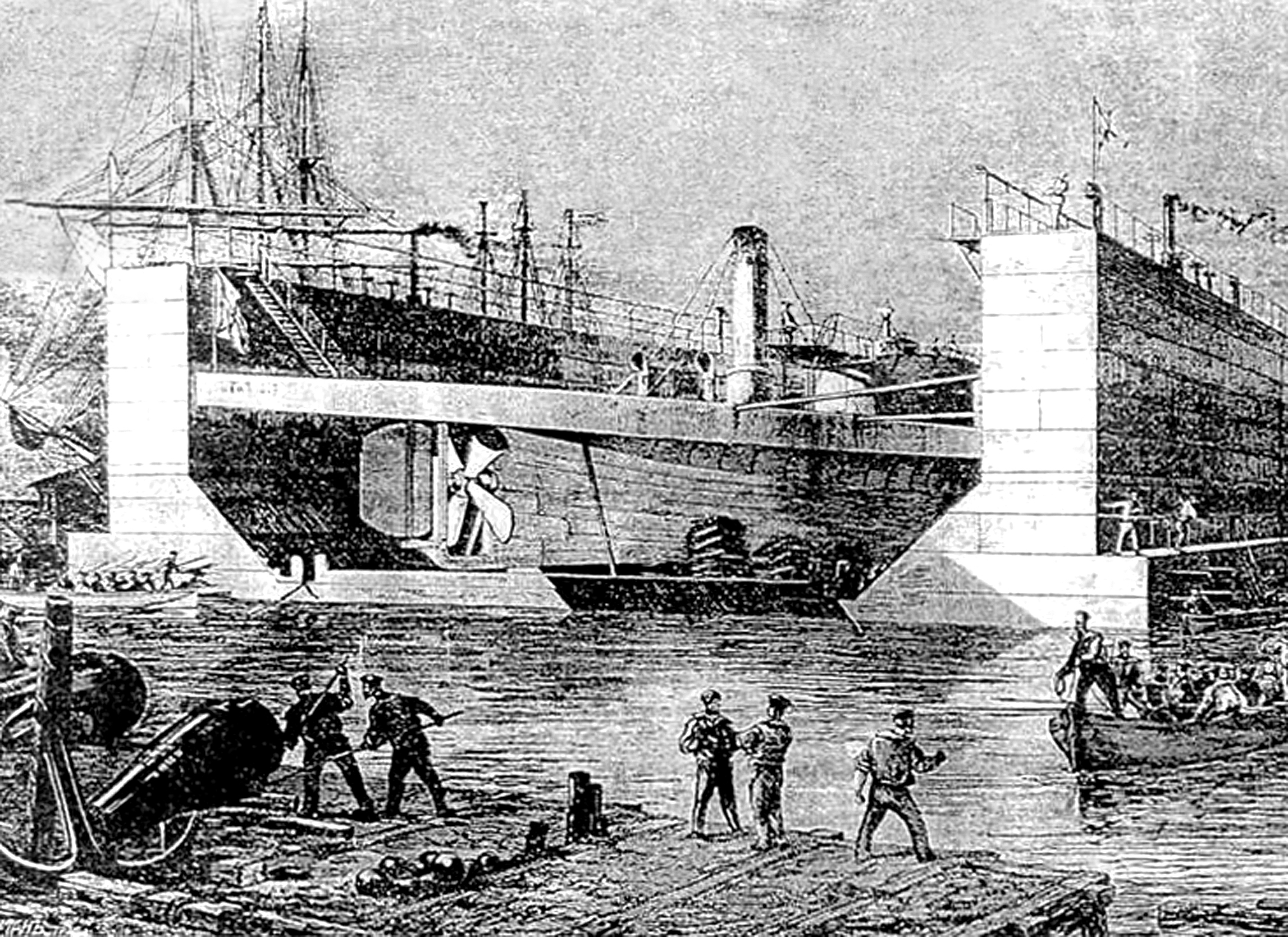
«Броненосец» в железном плавучем доке завода Карра и Макферсона, 1864 год. Гравюра с рисунка А. К. Беггрова

Работы по строительству начались 5 июня 1863 года. 26 августа башенная лодка под названием «Броненосец» зачислена в списки судов Балтийского флота. Лодка была официально заложена 12 декабря 1863 года на верфи балтийского строительного, литейного и механического заведения гг. Макферсона и Карра в Чекушах (ныне Балтийский завод). Корпус был совершенно окончен к 10 марта 1864 года. Также уже были навешаны и закреплены на свои места посередине корпуса пять однодюймовых листов брони, закрыть бронёй оставалось только кормовой и носовой свесы по длине около 30 футов. Листы слойчатой брони изготовили на Ижорских заводах. 12 марта в 12 часов в присутствии управляющего Морским министерством Российской империи генерал-адъютанта Н. К. Краббе состоялся спуск на воду. Корпус без машины, башенных и вспомогательных механизмов сошёл без затруднений плавно и легко. Главные механизмы (паровая машина и котлы) также были изготовлены на заводе Карра и Макферсона. После их установки начались испытания.
4 сентября генерал-адъютант Н. К. Краббе провёл первый смотр и испытания на поворотливость «Броненосеца». Лодка продемонстрировала полную циркуляцию при «лево на борт» (40°): 5 минут 5 секунд; при «право на борт» (40½°): 4 минуты 5 секунд. При этом давление пара в главных механизмах составило от 16 до 20 фунтов, а винт делал от 60 до 65 оборотов. Дифферент составил 2 фута 10 дюймов (0,86 метра).
16 сентября прошли ходовые испытания, на которых была показана максимальная скорость 8,5 узла и средняя 8,19 узла на мерной миле после двух проходов. Во время испытаний башни, чугунная шестерня несколько раз ломалась. В Кронштадт «Броненосец» и «Ураган» перешли под буксирами вместе 1 октября 1864 года, «Латник» пришёл под собственными парами. Здесь приступили к окончательным работам по отделке. Также в механизм вращения башни была установлена медная шестерня вместо чугунной, её испытали 3 октября. Башня описывала полный круг за 45 секунд, стопорясь моментально, управление шло от ручки, ход был плавным и спокойным.
9 октября лодка вышла на Большой Кронштадтский рейд на государственные испытания по приёмке с членами кораблестроительного технического комитета. Во время них «Броненосец» проявил себя самым лучшим ходоком из всей серии лодок, показав среднюю скорость в 7,75 узла. 12 октября прошли артиллерийские стрельбы у Лисьего Носа на восточном рейде. Наводка башен проводилась по системе капитана Кольца. Испытания завершились успехом. Сотрясение корпуса от выстрелов было весьма слабым. Откат орудий при пальбе был у правого орудия от 11 до 15½ дюймов, а у левого от 22 до 29 дюймов. Лодка принята в казну 25 января 1865 года. На постройку лодки было употреблено немногим более 36000 пудов железа. Общая контрактная стоимость составила 568 956 рублей 50 копеек серебром.

## Конструкция

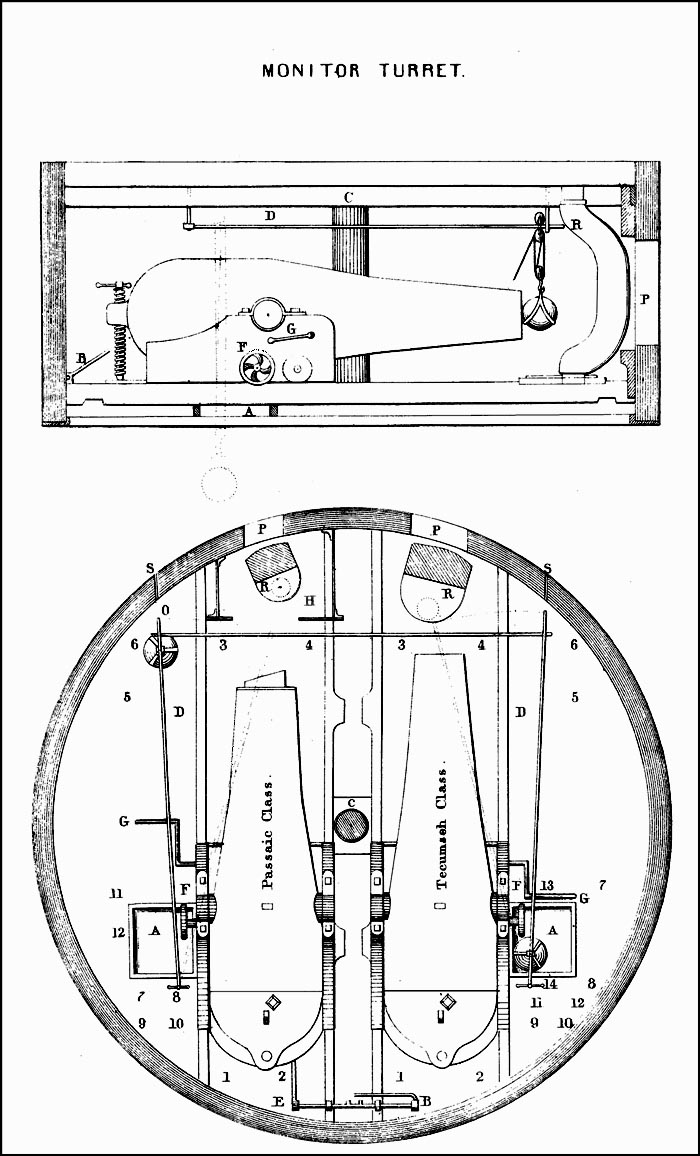
Схема расположения орудий

На «Броненосце», в отличие от других лодок серии бимсы были сделаны из железа (к примеру на «Вещуне» и «Колдуне» они были деревянные), что позволило связать железный корпус лучше и надёжнее, чем деревянными. Также отличием было то, что листы палубной брони были положены прямо под настил палубы, а не сверх него, как предполагалось по проекту.

### Вооружение
По первоначальному проекту на лодку были установлены два 9-дюймовых (229-мм) гладкоствольных дульнозарядных орудия Круппа образца 1864 года. С 1868 года были установлены две 15-дюймовые (380-мм) гладкоствольные чугунные пушки Олонецкого завода образца 1864 года с боекомплектом в 100 снарядов. В 1872—1874 годах монитор прошёл очередное перевооружение, и артиллерия состояла из двух 9-дюймовых 17-калибровых пушек. С 1878 года на вооружение были поставлены 9-дюймовые 22-калибровые пушки с боекомплектом в 300 снарядов. В конце 1870-х годов были добавлены два 45-мм скорострельных орудия.

## Служба
«Броненосец» вошёл в состав Балтийского флота. Первым командиром назначен капитан-лейтенант Я. И. Купреянов.

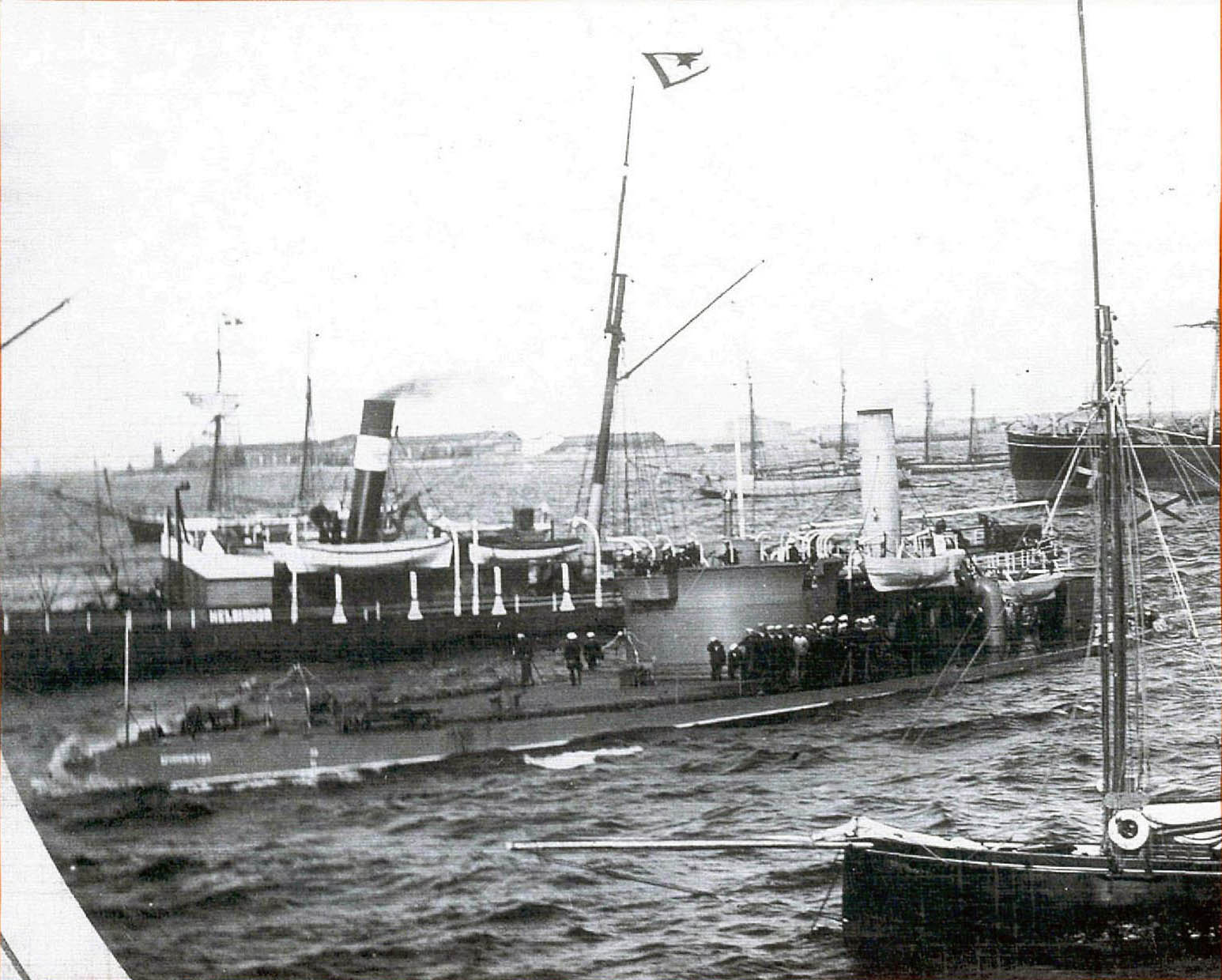
«Броненосец» в Дании, август 1865 года

После вступления в строй «Броненосец» зачислен в состав броненосной эскадры. Главной задачей являлось обеспечение защиты подступов к Санкт-Петербургу, Кронштадту и Ревелю.
10—15 мая 1869 года «Броненосец», как и другие башенные лодки типа «Ураган», был переклассифицирован в монитор.
1 февраля 1892 года все мониторы типа «Ураган» были переклассифицированы как броненосцы береговой обороны II ранга.
24 июня 1900 года все броненосцы береговой обороны типа «Ураган» были разоружены, выведены из боевого состава и сданы к Кронштадтскому порту для использования в хозяйственных нуждах. 31 июля этого же года Генерал-Адмирал Великий князь Алексей Александрович распорядился исключить броненосцы береговой обороны «Броненосец», «Вещун», «Единорог», «Колдун», «Лава», «Латник», «Перун», «Стрелец», «Тифон» и «Ураган» из списков флота. Соответствующий приказ по Морскому Ведомству вышел 5 августа 1900 года за номером № 134. 5 августа 1900 «Броненосец» исключён из списков судов БФ.
В 1903 году перестроена в несамоходную угольную баржу № 34 Кронштадтского военного порта, позже баржа переведена в Свеаборгский военный порт и номер изменён на 51.
В 1914 году переименована — Баржа № 324.
Во время Первой мировой войны Баржа № 324 затонула в Финском заливе во время разыгравшегося сильного шторма.

## Командиры
- 26.08.1863[8] — 01.01.1872 — капитан-лейтенант (с 27.03.1866 капитан 2-го ранга, с 01.01.1871 капитан 1-го ранга) Купреянов, Яков Иванович[9]
- 01.01.1872 — хх.хх.1874 — капитан-лейтенант Дек, Пётр Карлович
- 02.11.1874[10] — хх.хх.1875 — капитан-лейтенант Степанов, Иван Андреевич
- хх.хх.1875 — 12.05.1880 — капитан 2-го ранга Дек, Пётр Карлович
- 19.05.1880 — хх.хх.1880 — капитан-лейтенант Федотов, Александр Васильевич
- хх.хх.1880 — 21.02.1883 — капитан 2-го ранга Остолопов, Алексей Аполлонович
- 26.02.1883 — ??.??.1886 — капитан 2-го ранга Деливрон, Андрей Карлович
- 16.09.1886 — ??.??.1887 — капитан 2-го ранга Зацарённый, Измаил Максимович
- ??.??.1890 — ??.??.1890 — капитан 2-го ранга Де Ливрон, Борис Карлович[11]
- 01.01.1894 — 31.07.1895 — капитан 2-го ранга Храбростин, Александр Николаевич
- 18.12.1895 — ??.??.1896 — капитан 2-го ранга Григорович, Иван Константинович
- ??.??.1896 — 12.01.1898 — капитан 2-го ранга Лилье, Владимир Александрович
- 12.01.1898 — 03.10.1898 — капитан 2-го ранга Трусов, Евгений Александрович

### Старшие офицеры
- ??.??.1867—??.??.1868 лейтенант К. Н. Назимов
- 01.02.1869—??.10.1869 лейтенант К. К. Деливрон
- ??.??.1871—19.05.1872 лейтенант, с 1 января 1872 года капитан-лейтенант К. К. Деливрон

### Другие должности
- 11.09.1864—20.10.1864 лейтенант К. К. Гриппенберг[9]
- ??.04.1871—??.09.1871 мичман В. Д. Спицын[12].
- ??.??.1878—??.??.1878 вахтенный начальник и штурманский офицер прапорщик КФШ В. И. Егоров[13]
- 27.03.1879—21.09.1883 командир 7-й роты мичман, с 1 января 1883 лейтенант В. А. Попов